# Internationale Tage

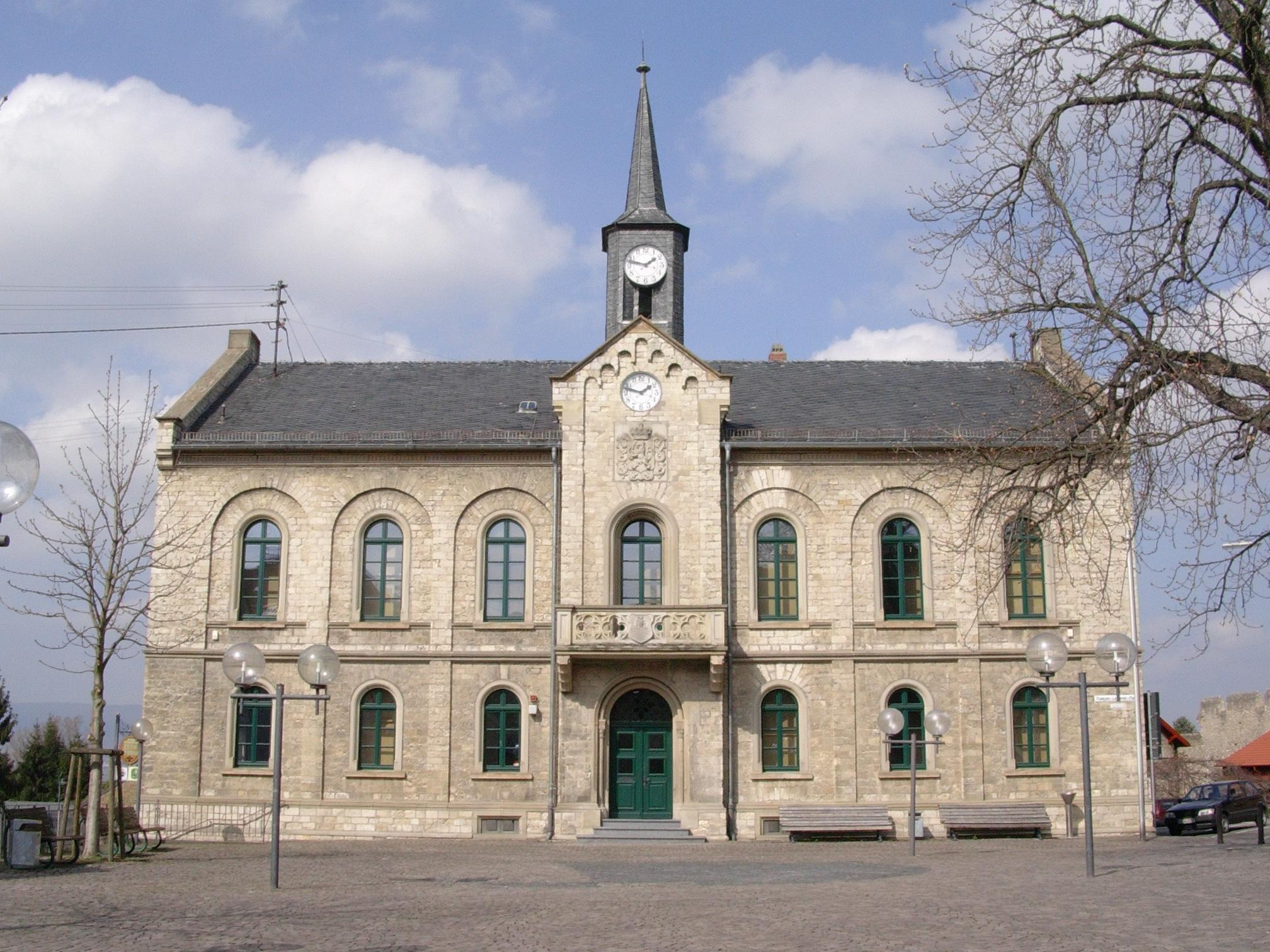
Das alte Rathaus, Veranstaltungsort der Internationalen Tage

Die Internationalen Tage sind ein seit 1959 regelmäßig durch Boehringer Ingelheim ausgerichtetes Kulturfestival in Ingelheim am Rhein. Kernelement des Festivals ist eine Ausstellung im alten Rathaus von Nieder-Ingelheim. Um die Ausstellung herum finden weitere Veranstaltungen wie Konzerte und Vorträge statt, die sich am Thema des Festivals orientieren.

## Geschichte
Die Internationalen Tage wurden 1959 durch Ernst Boehringer begründet. Dahinter stand die Idee, dass ein global operierendes Unternehmen auch Einblicke in andere Kulturkreise bieten muss. Das Festival wurde von 1959 bis 1987 von dem Schweizer François Lachenal (1918–1997) organisiert, danach von der Französin Patricia Rochard bis 2012. Im August 2012 hat Ulrich Luckhardt ihre Nachfolge übernommen
„François Lachenals Reputation in der Kunstszene machte es möglich, immer wieder wichtige Persönlichkeiten und Ausstellungen nach Ingelheim zu holen und dem kulturellen Leben der Stadt neue Impulse zu geben.“

Oberbürgermeister Dr. Joachim Gerhard bei der Umbenennung des Rathausplatzes in François-Lachenal-Platz im Jahr 2000

## Ausstellungsthemen
- 1959: Frankreich
- 1959: Schweiz
- 1960: Spanien – Picasso – Miró – Tápies – Saura – Chillida
- 1961: Österreich
- 1962: Großbritannien
- 1963: Italien
- 1964: Holland – Zeichnungen des 17. Jahrhunderts und Radierungen von Rembrandt
- 1965: Griechenland – Dionysos – Griechische Antiken
- 1966: Goya – Zeichnungen, Radierungen und Lithographien
- 1967: Japan – Ukiyo-e Holzschnitte der Sammlung Otto Riese
- 1968: Toulouse-Lautrec – Gemälde, Zeichnungen, Graphiken und Plakate
- 1969: Jugoslawien – Volkskunst – Fresken aus Serbien und Makedonien
- 1970: Brasilien – Kunst und Kultur der Indianer Amazoniens
- 1971: Honoré Daumier – Gemälde, Zeichnungen, Lithographien
- 1972: Türkei – Pergamon – in Erinnerung an Erich Boehringer
- 1973: Schweden – Gemälde, Zeichnungen und Radierungen von Hill, Josephson, Larsson und Zorn
- 1974: Ingelheim 774–1974 – Von der Frühzeit über Karl der Große und sein Jahrhundert bis zur Neuzeit
- 1975: Mexico – Präkolumbische Kunst u. a. aus der Sammlung Kurt Stavenhagen
- 1976: USA 200
- 1977: Édouard Manet – Das Graphische Werk
- 1978: Polen – Der Jugendstil in Polen
- 1979: Paul Klee – Gemälde, Aquarelle, Zeichnungen und Grafiken
- 1980: Belgien – Von Ensor bis Paul Delvaux
- 1981: Pablo Picasso – Maler, Grafiker, Bildhauer, Keramiker und Dichter
- 1982: Westafrika – 2000 Jahre Kunst Westafrikas aus der Sammlung Barbier-Mueller, Genf
- 1983: Norwegen
- 1984: Korea – Kunstschätze des 5. bis 20. Jahrhunderts.
- 1985: 100 Jahre Kunst in Deutschland – 100 Künstler – 100 Werke. Von Leibl bis Salomé. Anlässlich des 100-jährigen Jubiläums von Boehringer Ingelheim
- 1986: Burgund – Burgund im späten Mittelalter 12. bis 15. Jahrhundert
- 1987: Venedig – Kunst in Venedig
- 1988: Prag – Von der Gotik bis zur klassischen Moderne. Schätze aus der Nationalgalerie Prag. Kunsthandwerk in Böhmen – Vom Barock bis zum Jugendstil
- 1989: Berlin der 20er Jahre – Der Traum von einer neuen Welt 1910–1933
- 1990: Wien – Biedermeier in Wien 1815–1919
- 1992: Türkei – Abendland begegnet Morgenland. Osmanische Kunst und europäische Turquerie 16. – 18. Jh.
- 1993: Indianer Nordamerikas – Kunst und Mythos
- 1994: Paris – Die 50er Jahre. Kunst und Kultur
- 1995: Ungarn – Csárdás im Quadrat. Ungarische Avantgarde und traditionelle Bauernkultur
- 1996: Schwaben – Mensch & Natur
- 1997: Ursprung und Vision – Paul Gauguin, Emil Nolde und die Kunst der Südsee
- 1998: Die Explosion der Farbe – Fauvismus & Expressionismus 1905–1911
- 2000: Dem Portrait auf der Spur – Serienbild & Variation in Zeiten der Moderne
- 2001: Japan – Quelle der Inspiration
- 2002: Figuren Afrikas – Meisterwerke einer Privatsammlung
- 2003: Das Geheimnis der Photographie – Teil I Die Welt ist so, wie man sie sieht
- 2004: Das Geheimnis der Photographie – Teil II Landschaft & Stillleben

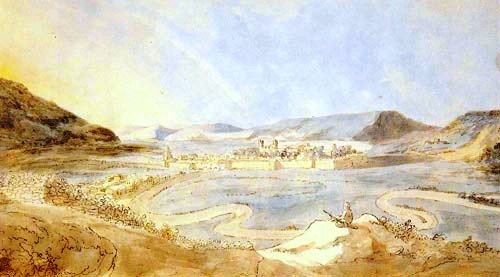
Festung Verdun – Aquarell von Goethe in der Ausstellung 2013

- 2005: Tinguely in Ingelheim – Das Abc einer wundersamen Welt
- 2006: Andy Warhol – Me, myself and I
- 2007: Pablo Picasso
- 2008: miró der alchimist
- 2009: Marc Chagall – avec du bleu, du rouge, du jaune....
- 2010: Zeitkurven der grafischen Künste im 20. Jahrhundert
- 2011: Adolf Wölfli
- 2012: Dürer. Rembrandt. Goya – Drei Giganten der  grafischen Künste
- 2013: Wortkünstler / Bildkünstler, von Goethe bis Ringelnatz
- 2014: Von Liebermann bis Nolde. Impressionismus in Deutschland auf Papier
- 2015: Lyonel Feininger und Alfred Kubin
- 2017: Emil Nolde: Die Grotesken, Ort: Museum Wiesbaden wegen Renovierung des Alten Rathauses in Ingelheim
- 2018: Mensch! – Skulpturen
- 2019: Vergessene Moderne – Kunst in Deutschland zwischen den Weltkriegen
- 2020: Paul Klee. Tierisches
- 2021: Käthe Kollwitz – Realität & Emotion
- 2022: Edvard Munch Meisterblätter
- 2023: Ernst Ludwig Kirchner – Stationen
- 2024: Home sweet home – Zuhause sein von 1900 bis heute